# لم أكن أعلم
لم اكن اعلم أو لم أكن أعرف ذلك هو برنامج وثائقي تقدمه  القناة الجغرافية الوطنية(ناشيونال جيوغرافيك) يعرض 30 دقيقة لحلقة الواحدة تقريبا أول حلقة كانت في عام 2006 ويقدمه  ريتشارد فيليبس  وجوني

## الحلقة 24
احتفلت الحلقة بمرور 100 عام على حمالة الصدر وريتشارد وجوني  يكتشفون أن 80 ٪ من النساء ترتدي حمالة صدر بالحجم الخاطئ.